# Jan Sportel
Jan Sportel (Groningen, 26 oktober 1911 - aldaar, 14 november 1944) was een Nederlandse verzetsstrijder in de Tweede Wereldoorlog.
Sportel was onderwijzer en was lid van de Groningse Knokploeg (KP). Hij gaf een spoorwegmachinist een onderduikadres en leverde wapens. Hij maakte deel uit van de sabotage- en droppingsploeg. Na verraad van de NSB-evacuée Johanna Spiegelberg-Saarloos werd een huiszoeking gepleegd door de SD op de Trompstraat 15 in Groningen en daar werd in de tuin een lijst gevonden met namen van KP-leden. Het adres was het kantoor van de gezochte Pieter Roelf Roelfsema, verzetsstrijder en directeur van de kalkzandsteenfabriek Albino in Smilde. De huiszoeking werd uitgevoerd door de beruchte SD'er Abraham Kaper. Na het vinden van de lijst werd Jan Sportel gearresteerd op 13 november 1944. Om te voorkomen dat hij door zou slaan bij de verhoren en andere verzetsstrijders zou verraden, pleegde hij op 14 november, om 8 uur ´s avonds, zelfmoord in het Groningse Huis van Bewaring aan de Hereweg. Jan Sportel werd 33 jaar oud. Hij liet zijn vrouw en drie kinderen achter.